# Obatala

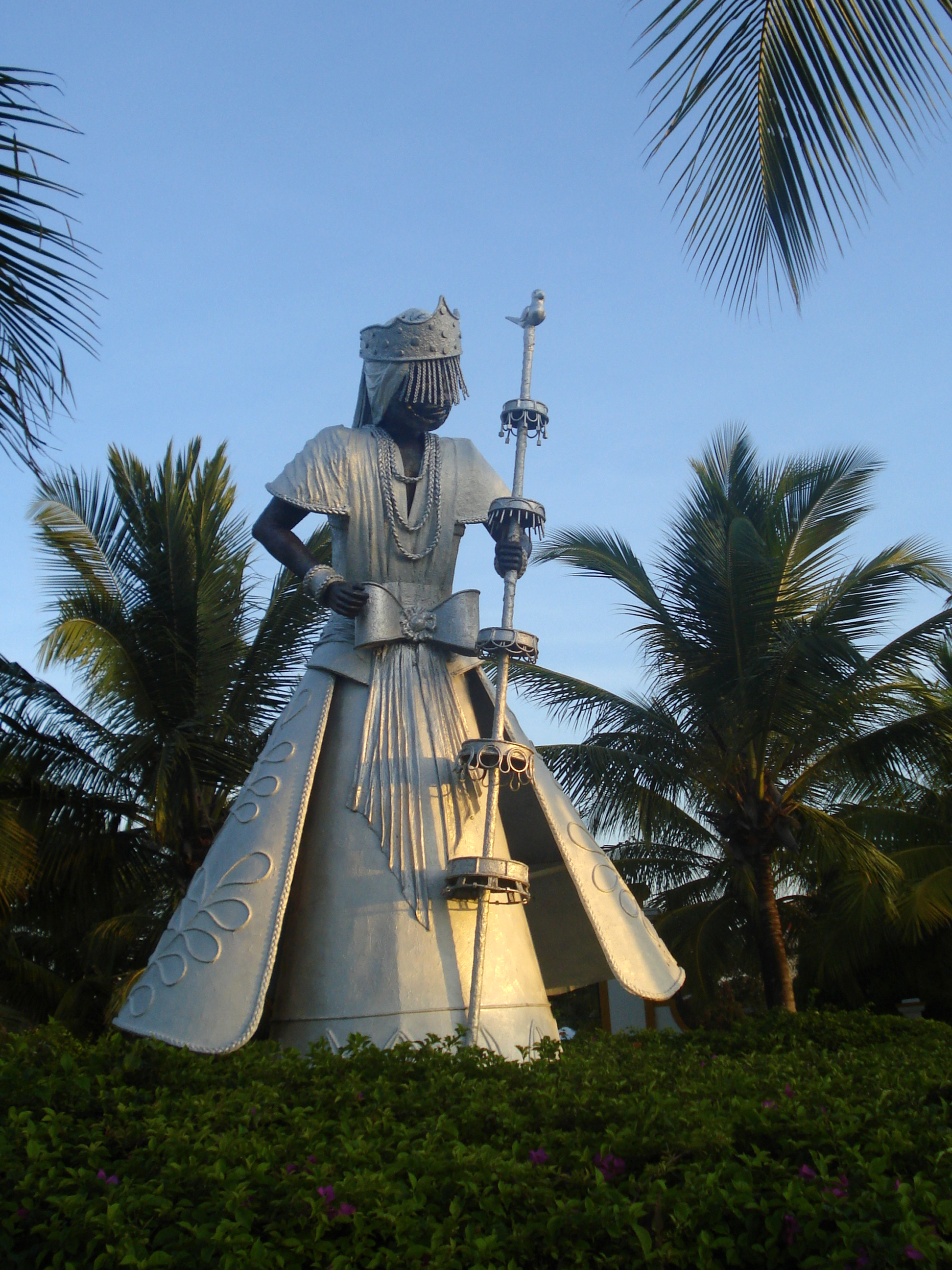
Posąg Obatali w brazylijskim stanie Bahia

Obatala (język joruba: Obàtálá "Pan białych szat") – u Jorubów z Nigerii boski stwórca i pan nieba, ziemi i ludzi z woli boga najwyższego Oloruna.
Uważany za męża Oduduwy oraz ojca między innymi Jemandży.
Jako Oriszanla ['wielkie bóstwo'] stoi na czele wszystkich innych bóstw, które powstały z fragmentów jego ciała. Jest symbolem ludzkiej świadomości. Jego kolorem jest biel. Wyznawcy, którzy uważają się za jego "dzieci" ubierają się na biało i noszą białe naszyjniki. W synkretycznej afrokubańskiej religii santeria utożsamiany zarówno z Matką Boską, jak i zmartwychwstałym Jezusem.